# 張鷺玲
張鷺玲（英語：Laney Cheung Lo Ling），香港新聞從業員。
張鷺玲中學時期就讀於寶血女子中學，2003年畢業於香港中文大學工商管理學院後加入銀河衛視新聞台(即現時的無綫收費電視無綫新聞台)當主播，其後轉到無綫電視翡翠台任職財經記者和主播。張鷺玲於2006年8月轉投now財經台任高級主播，2007年10月now新聞台啓播後，她亦主持《環球金融快線》及《時事全方位》節目。2008年4月下旬開始，調到晚上時段工作，任晚間新聞節目《時事8點鐘》主持。
張鷺玲已於2008年6月27日離職，繼續升學，現時從事公關工作。
張鷺玲已於2011年5月1日與已經相戀一段時間的韓家輝（Mark）結婚。

## 軼事
- 雖然張鷺玲有洋名"Laney"，但大部份同事仍然叫她「張鷺玲」或「Loling」
- 張鷺玲在學時曾於有線電視YMC台主持音樂節目《YMC人We Wet Web》，綽號"L2"